# Тимченки (Золотоніський район)
Тимченки́ —  село в Україні, у Золотоніському районі Черкаської області. Входить до складу Іркліївської сільської громади. У селі мешкає 919 людей.

## Історія
У 1936 році с. Вереміївка було поділено на три села. Межі поділу йшли від гори до Дніпра. Село Тимченки на заході від Москаленок. Сюди увійшли кутки Пасішне, Тимченки, Погоріле і хутір Баталей. Село Вереміївка в центрі із кутками Баталей, Нечаївка, яка була перейменована у Ворошилівку, бо там було створено колгосп імені К. Ворошилова. Наступні кутки — Сенівка, Колодівка, Довгалевка, Столиця, Бражне, Заболото і Біла Голова. Село Городське на сході Вереміївки від Гусиного і Жовнина із кутками Запіски, Городський, Стовповівка, Лани, Гарбузівка і Миклашівка.
До будівництва Кременчуцького водосховища, село Тимченки було частиною козацького села Вереміївка, яке простягалося на декілька кілометрів вздовж старого русла Дніпра. Села, які були частиною Вереміївки називались так: «Село Вереміївка, куток Тимченки». Перед затопленням території сучасного Кремечуцького водосховища, село було перенесено на інше місце, де і розташовується нині.
27 січня 1964 р., враховуючи клопотання жителів сіл Вереміївки, Жовниного, Кліщинців, Тимченки Глобинському районі Полтавської області, їх територію включено до складу Золотоніського району (з січня 1965 року по кінець 2020 року до Чорнобаївського району) Черкаської області.

## Населення

### Мова
Розподіл населення за рідною мовою за даними перепису 2001 року:
| Мова            | Кількість | Відсоток |
| --------------- | --------- | -------- |
| українська      | 1226      | 98.00%   |
| російська       | 16        | 1.28%    |
| вірменська      | 5         | 0.40%    |
| білоруська      | 2         | 0.16%    |
| інші/не вказали | 2         | 0.16%    |
| Усього          | 1251      | 100%     |

## Відомі люди
- Шарий Микола Андрійович — український звукорежисер.
- Шарий Григорій Іванович- український науковий співробітник, фахівець в області землевпорядкування.